# Voldersgracht (Delft)

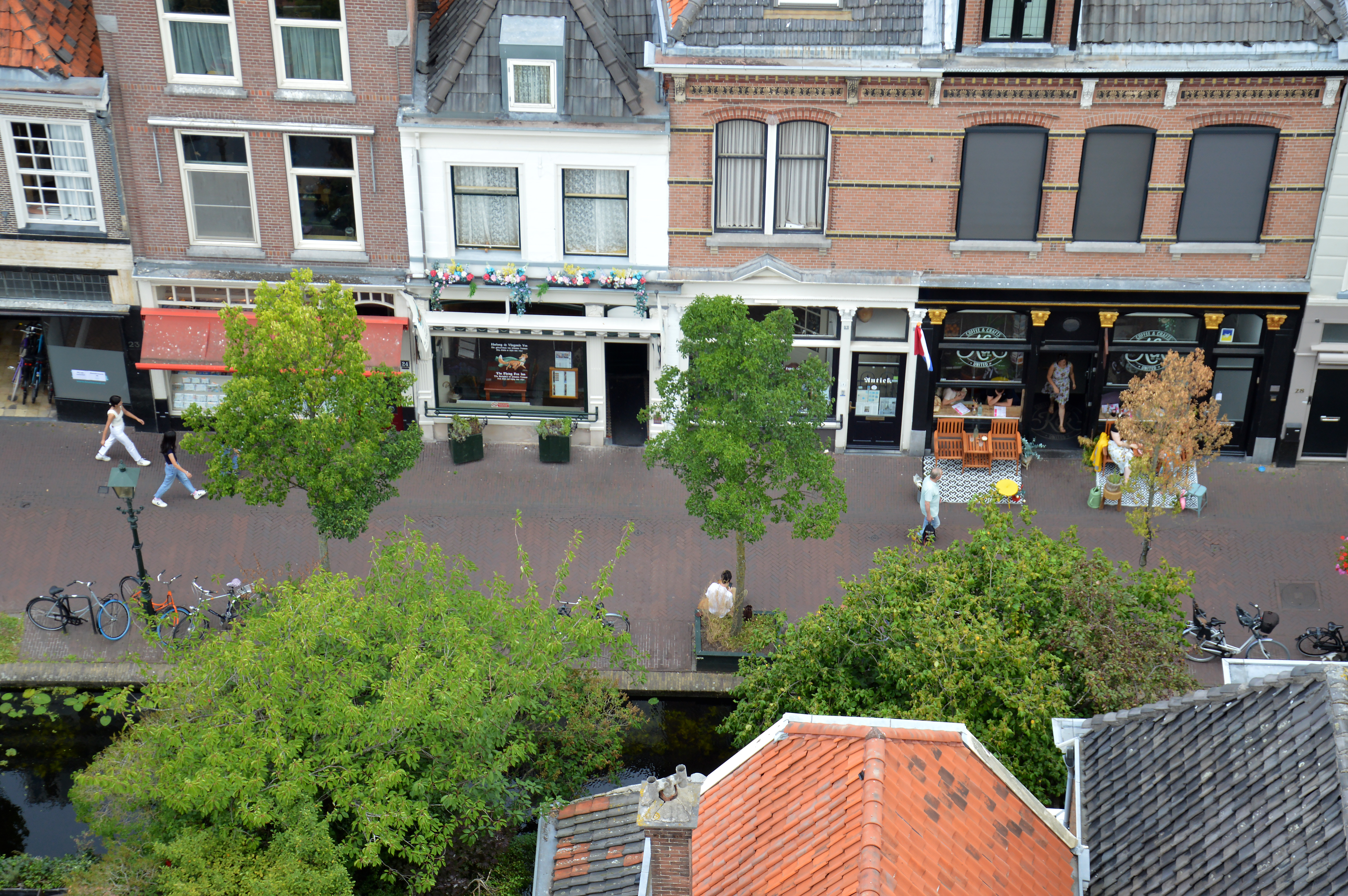
Zicht op de Voldersgracht vanaf de toren van de Nieuwe Kerk.

De Voldersgracht is een van de oudste grachten in de stad Delft, in de Nederlandse provincie Zuid-Holland.  Hij dateert minstens van 1348. De Voldersgracht heeft als bijzonderheid dat het een halve gracht is met een straat aan één kant en huizen aan het water aan de andere.
De Voldersgracht loopt parallel aan de noordzijde van de Markt, tussen de Cameretten en het Vrouwjuttenland.
Hij dankt zijn naam aan de lakenvolders die er in de middeleeuwen hun beroep uitoefenden. Ze gebruikten de gracht om hun afvalstoffen in weg te spoelen: een mengsel van urine, vollersaarde en vuil uit de gevolde lakens.

## Vermeercentrum
Over de Voldersgracht als mogelijke locatie voor het schilderij Het straatje van Vermeer is door verscheidene kunsthistorici gespeculeerd. De herberg van Vermeers vader bevond zich namelijk tussen de Markt en de Voldersgracht, dus Vermeer moet met dat uitzicht vertrouwd zijn geweest. Overigens bevinden zich in Delft meer locaties waarover dergelijke theorieën bestaan.
Ook het gebouw van het St. Lucas Gilde waar Vermeer aan verbonden was, stond aan de Voldersgracht. Het verloren gegane gebouw werd in 2006 gereconstrueerd en dient tegenwoordig als Vermeer Centrum Delft waar het leven en werk van Vermeer centraal staat.

## Bruggen
Van west naar oost:

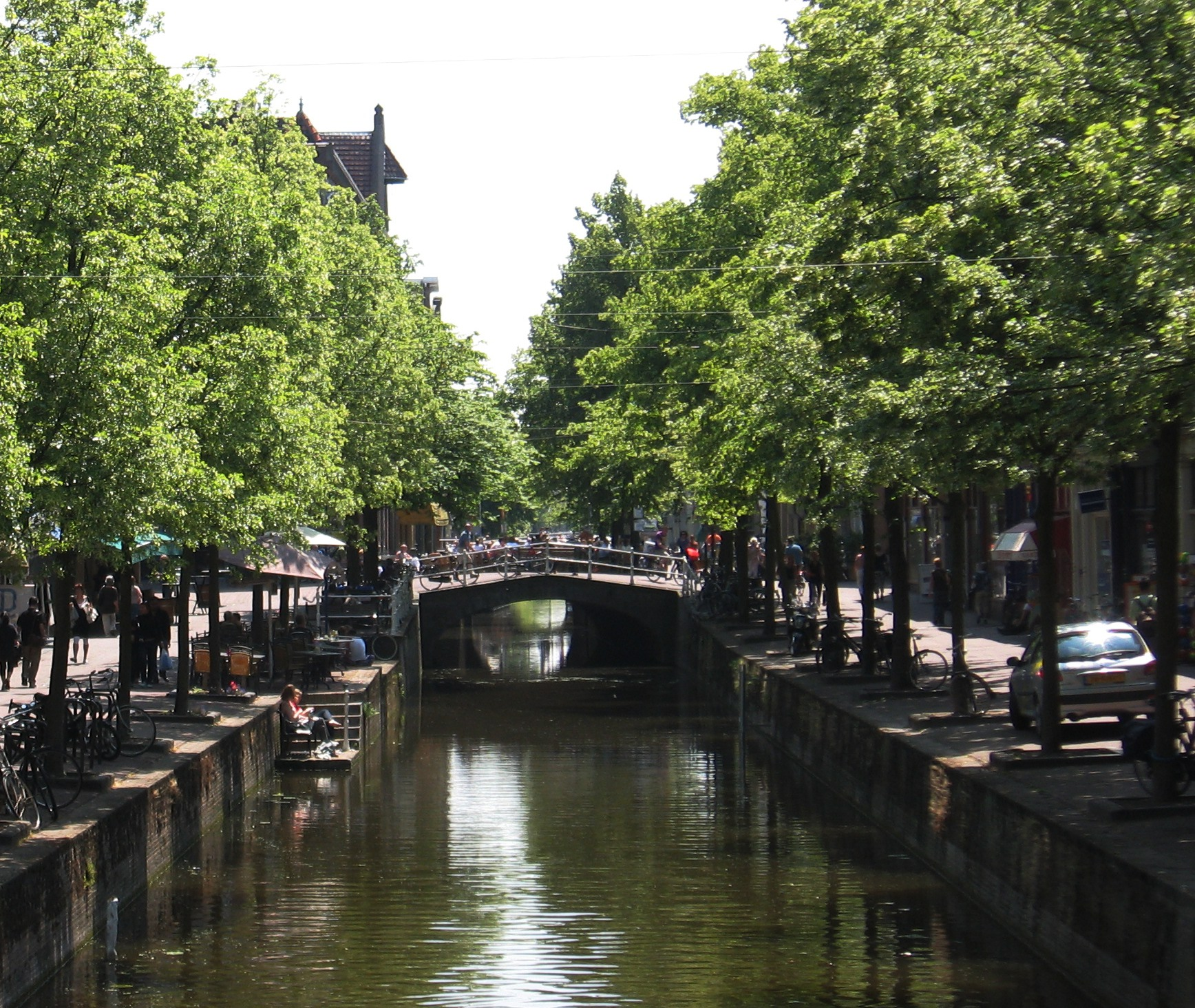
Warmoesbrug
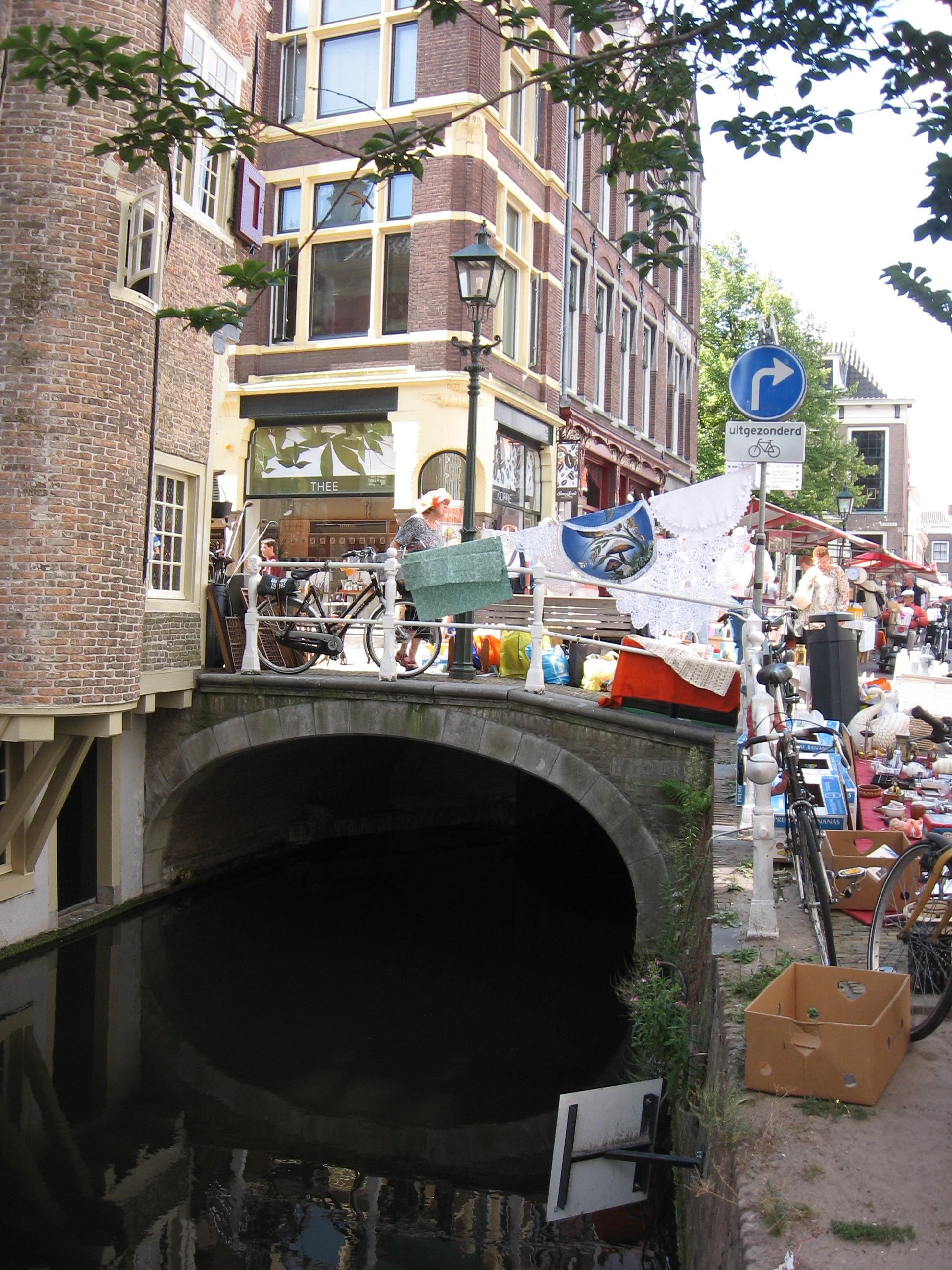
Kaakbrug
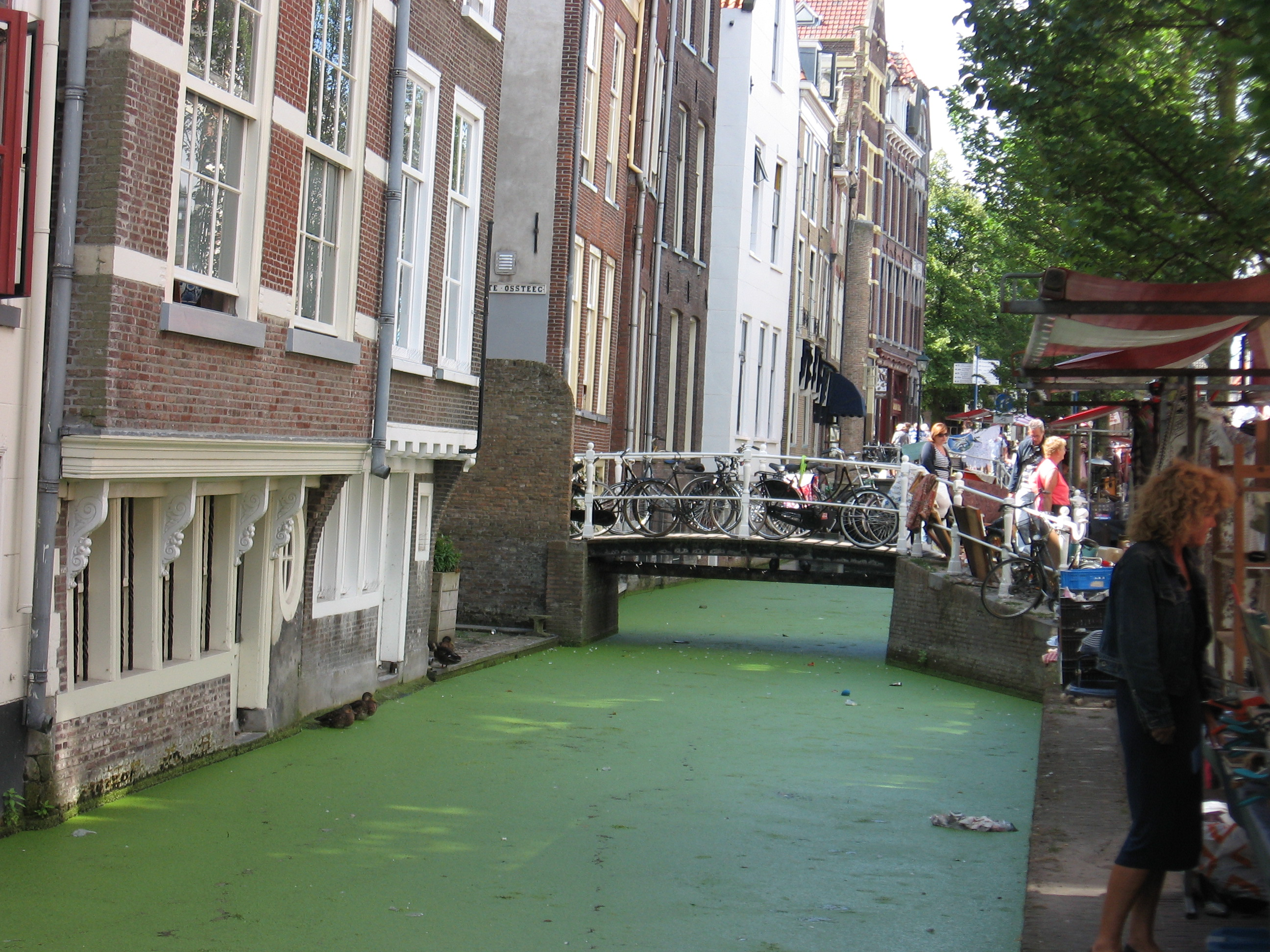
Kruyersbrug
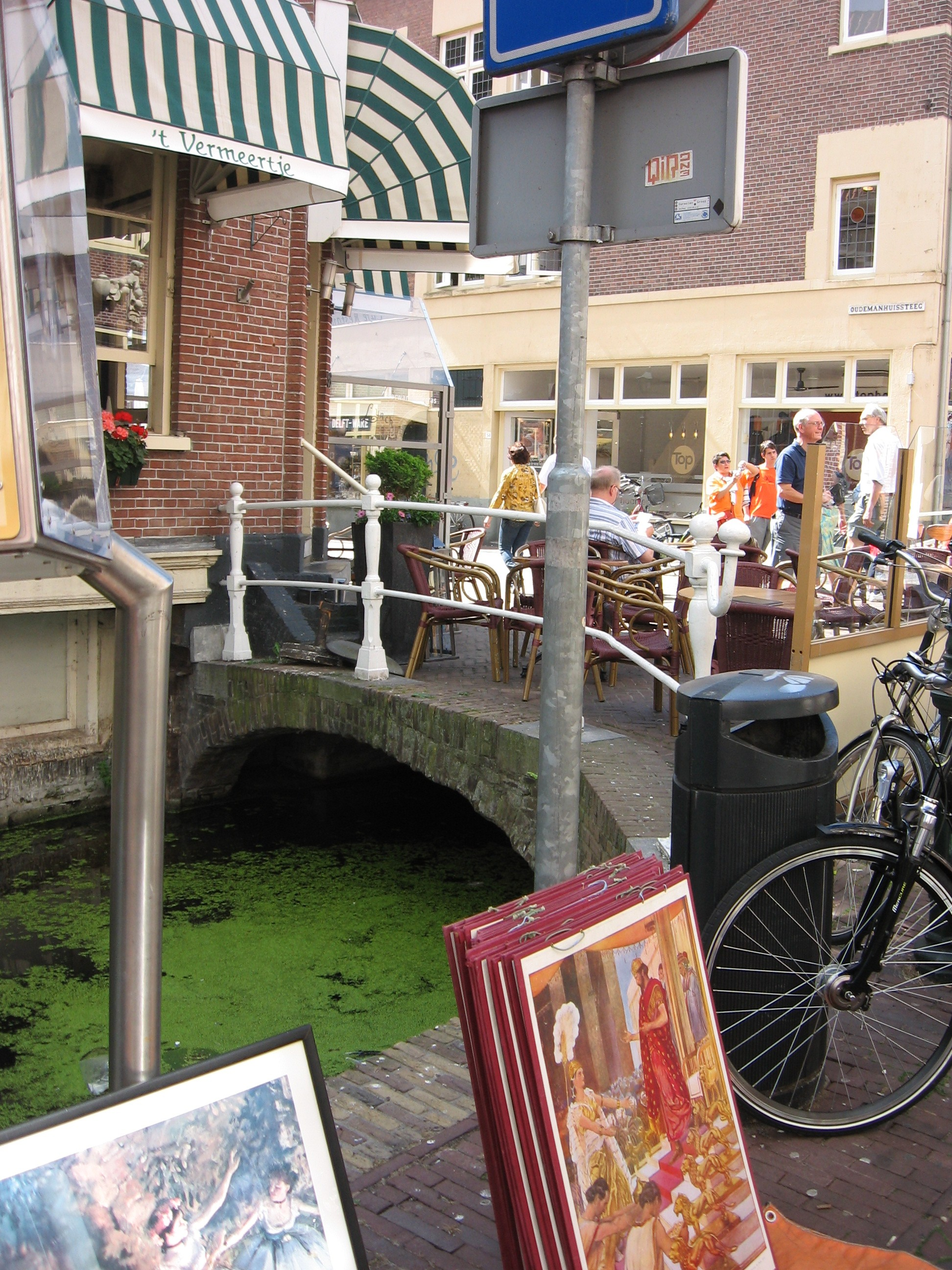
Oudemanhuisbrug

- Warmoesbrug
- Kaakbrug
- Kruyersbrug (aan Bonte Ossteeg)
- Oudemanhuisbrug

Eerste noord-zuid hoofdgracht: Oude Delft en Noordeinde
Tweede noord-zuid hoofdgracht: Nieuwe Delft (Korte/Lange Geer ·
Koornmarkt ·
Wijnhaven ·
Hippolytusbuurt ·
Voorstraat)
Derde noord-zuid hoofdgracht: Verwersdijk ·
Vrouwjuttenland ·
Burgwal ·
Brabantse Turfmarkt ·
Achterom
     Verlegging: Vrouwenregt · Oosteinde
Oost-west grachten:
Voldersgracht ·
Molslaan ·
Gasthuislaan ·
Zuidergracht
Binnenwatersloot ·
Nieuwe en Oude Langendijk ·
Vlamingstraat ·
Rietveld ·
Kantoorgracht
Buiten het centrum:
Buitenwatersloot ·
Westsingelgracht